# Panzeria arcuata
Panzeria arcuata är en tvåvingeart som först beskrevs av Tothill 1921.  Panzeria arcuata ingår i släktet Panzeria och familjen parasitflugor. Inga underarter finns listade i Catalogue of Life.